# Orphx
Orphx es un dúo musical canadiense formado por Rich Oddie y Christina Sealey que interpretan música techno, industrial y experimental.  Han actuado en todo el mundo y tienen numerosos lanzamientos en CD, vinilo y casete a través de sellos musicales independientes como Sonic Groove, Hands Productions, Hymen Records y Hospital Productions .

## Historia
Orphx se formó a finales de 1993 en la ciudad canadiense de Hamilton, Ontario, por Rich Oddie, Christina Sealey y Aron West.  Sus primeros trabajos se desarrollaron bajo la influencia de la música industrial temprana y la electrónica de club, pero pronto comenzaron a introducir elementos del techno, el electro y el dub.  Oddie y West crearon el sello de casetes Xcreteria para lanzar y distribuir grabaciones de Orphx y proyectos relacionados. West se fue en 1995 para centrarse en el proyecto de ruido Tropism. En 1997, Oddie y Sealey trabajaban estrechamente con el sello alemán Hands y actuaban regularmente en Europa como parte de la escena del "rhytmic  noise". La mayoría de las grabaciones de estudio realizadas entre 1997 y 2008 se atribuyen a Oddie, mientras que las grabaciones más recientes suelen atribuirse tanto a Oddie como a Sealey.
Desde 2009, Orphx ha trabajado principalmente con el sello Sonic Groove y se han vuelto más reconocidos dentro de la escena techno mundial. Han actuado en festivales internacionales y lugares relevantes alrededor del mundo, incluidos Berghain, Berlin Atonal, Katharsis, Khidi, Labyrinth, Movement, Mutek, Rural Festival, Unsound y Tresor. En 2008, Sealey comenzó a experimentar con sintetizadores modulares, y rápidamente se convirtieron en una característica clave de sus actuaciones en directo y grabaciones. Orphx apareció en I Dream of Wires, un documental de 2014 sobre el resurgimiento de los sintetizadores modulares, y en Industrial Soundtrack For The Urban Decay, un documental de 2015 sobre la historia de la música industrial.
Orphx ha lanzado dieciséis álbumes y numerosos singles en casete, CD y vinilo, además de proyectos en vídeo. En los últimos años, han elaborado numerosos remixes para artistas como: Conrad Schnitzler, Front Line Assembly, Óscar Mulero, Nomeansno, Perc y Svreca. Sus proyectos paralelos incluyen Eschaton (Orphx + Ancient Methods), O/H (Rich Oddie + Dave Foster), Oureboros (Rich Oddie + Aron West) y colaboraciones o actuaciones en directo con JK Flesh (Justin Broadrick).
Los lanzamientos de Orphx a menudo se basan en temáticas sociales, políticos o psicológicos/espirituales. Circuitbreaking (Hymen, 2004) fue una reflexión política sobre la globalización económica, Insurgent Flows (Hands, 2005) fue una respuesta al imperialismo estadounidense en Irak, y Pitch Black Mirror (Sonic Groove / Hands, 2016) exploró temas de depresión y redención.   El álbum Pitch Black Mirror y otros lanzamientos recientes combinan ritmos techno industriales con influencias post-punk junto a un uso marcado de las voces 

## Lanzamientos
- 01 C60 (1993, Xcreteria)
- 02 C60 (1994, Xcreteria)
- Bhavana C60 (1995, first Antiform release, Xcreteria)
- Obsession and Progress C60 (1996, BloodLust)
- Fragmentation CD (1996, Malignant Records)
- The Final Moments C60 (1997, Isolation / Third Force) - split release with En Nihil
- Nullity 10" (1998 Hands)
- Vita Mediativa CD (1998, Hands)
- Surface 12" (2000, Hands)
- The Living Tissue CD/2xLP (2001, Hands)
- Other Voices 12" (2002, Hands)
- Chalice 10" (2002, Auf Abwegen)
- S/O/S CD (2003, Hushush) - collaboration with Dead Voices on Air
- Interference CD (2003, Hands) - collaboration with The Infant Cycle
- Circuitbreaking CD+12" (2004, Hymen)
- Insurgent Flows CD (2005, Hands)
- Teletai 2xCD (2008, Hands)
- Division 12" (2009, Sonic Groove)
- Black Light 12" (2010, Sonic Groove)
- Traces 12" (2011, Sonic Groove)
- Radiotherapy CD (2011, Hands)
- Hunger Knows No Law 12" (2012, Sonic Groove)
- Boundary Conditions 12" (2013, Sonic Groove)
- Eschaton 12" (2014, Token) - collaboration with Ancient Methods
- Sacrifice 12" (2014, Sonic Groove)
- The Sonic Groove Releases Pt.1 CD (2014, Hymen)
- The Sonic Groove Releases Pt.2 CD (2015, Hymen)
- Eschaton II 12" (2016, Token) - collaboration with Ancient Methods
- Pitch Black Mirror 2xLP/CD (2016, Sonic Groove / Hands)
- 1993/1994 Archive 2xLP (2017, Mannequin)
- 01/02 2xCD (2017, Hospital Productions)
- Learn To Suffer 12" (2018, Sonic Groove)
- Light Bringer 2xLP (2019, Hospital Productions) - collaboration with JK Flesh